# Loch Omhaich
El Loch Omhaich (Loch Omhaich en gaèlic, Loch Oich en anglès) és un loch d'aigua dolça situat a les Highlands d'Escòcia. Forma part del traçat del Canal de Caledònia que uneix Inverness amb Fort William. Aquest loch estret se situa entre el Loch Ness i el Loch Lochaidh, al Great Glen.

## Fauna
Al Loch Omhaich hi ha una variada i rica vida salvatge amb una àmplia varietat de fauna (peixos, amfibis, rèptils, mamífers o ocells. Cada tardor el salmó de l'Atlàntic migra des de l'oceà Atlàntic, i fa servir el Loch Omhaich, així com el Loch Lochaidh i el Loch Ness com a punt de posta d'ous. Dos anys després, quan el peix crex fins als 15-20 cm de longitud, emigra cap al mar, on hi creix ràpidament, arribant a pesar 17 kg dos anys després de la seva arribada al mar, on hi arribà amb només 3,5 kg de pes.